# 揚水

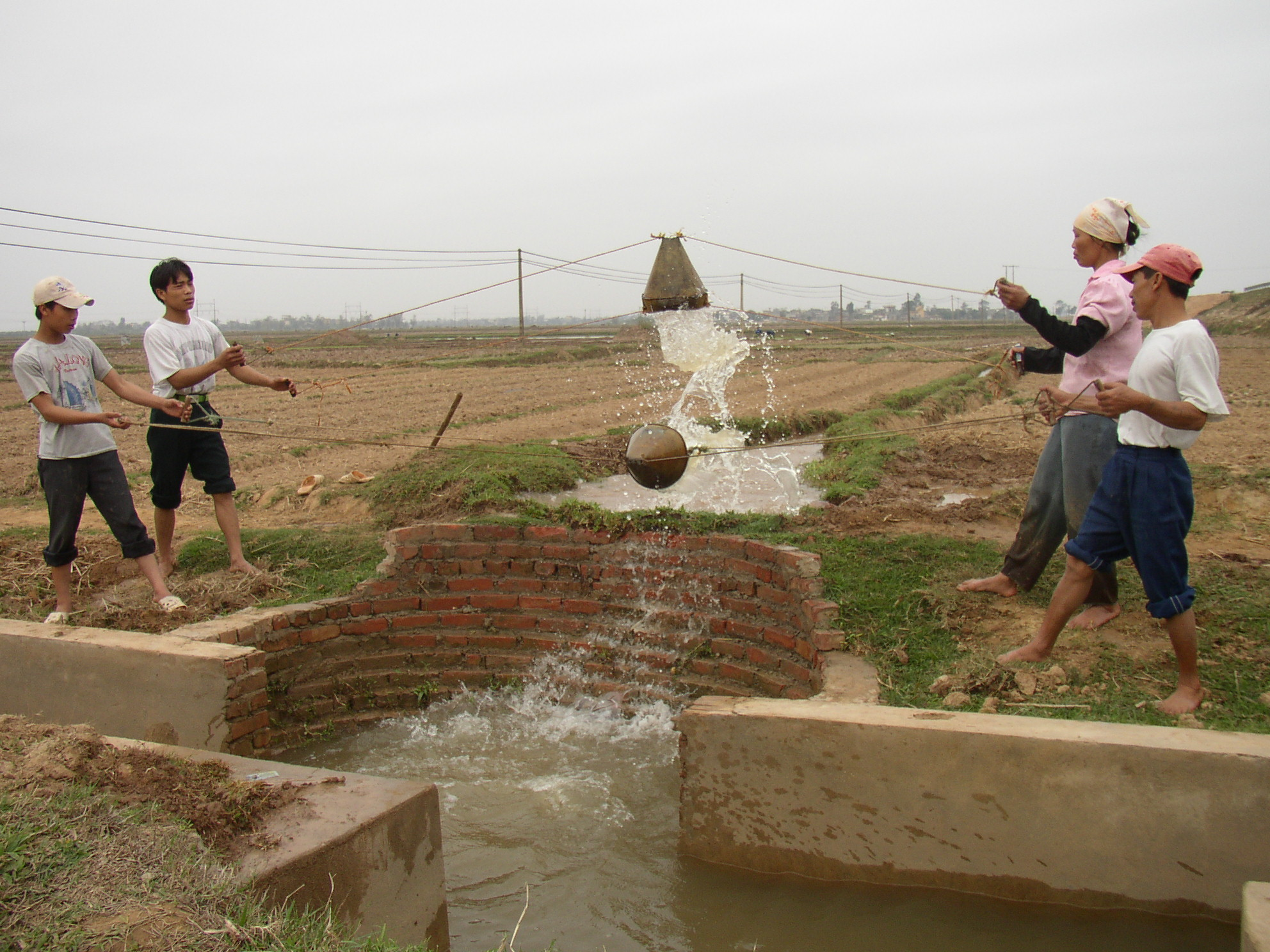
手動での揚水

| ウィキペディアには「揚水」という見出しの百科事典記事はありません（タイトルに「揚水」を含むページの一覧/「揚水」で始まるページの一覧）。 代わりにウィクショナリーのページ「揚水」が役に立つかもしれません。 |